# Howard Ridge
Howard Ridge är en bergstopp i Antarktis. Den ligger i Västantarktis. Argentina, Chile och Storbritannien gör anspråk på området. Toppen på Howard Ridge är 1 507 meter över havet.
Terrängen runt Howard Ridge är lite kuperad. Trakten är obefolkad. Det finns inga samhällen i närheten. 